# Lionel Nshole Makondi
Lionel Nshole Makondi (Balen, 25 februari 1995) is een professioneel voetballer. Hij stond van 2012  tot 2016 onder contract bij KV Mechelen. In januari 2017 ging hij in Nederland voor VV UNA in de Tweede divisie spelen.
Hij speelde voor het Congolese onder 20 team.

## Statistieken
| Seizoen         | Club              | Competitie            | Competitie | Competitie | Play-offs | Play-offs | Beker | Beker | Totaal | Totaal |
| Seizoen         | Club              | Competitie            | Wed.       | Dlp.       | Wed.      | Dlp.      | Wed.  | Dlp.  | Wed.   | Dlp.   |
| --------------- | ----------------- | --------------------- | ---------- | ---------- | --------- | --------- | ----- | ----- | ------ | ------ |
| 2014-2015       | KV Mechelen       | Jupiler Pro League    | 1          | 0          | 0         | 0         | 1     | 0     | 2      | 0      |
| 2015-2016       | KV Mechelen       | Jupiler Pro League    | 0          | 0          | 0         | 0         | 0     | 0     | 0      | 0      |
| 2015-2016       | → KSK Heist       | Tweede klasse         | 10         | 0          | 0         | 0         | 0     | 0     | 10     | 0      |
| 2016-2017       | VV UNA            | Tweede divisie        | 0          | 0          | 0         | 0         | 0     | 0     | 0      | 0      |
| 2017-2018       | VV UNA            | Tweede divisie        | 0          | 0          | 0         | 0         | 0     | 0     | 0      | 0      |
| 2018-2019       | KVK Beringen      | 1ste Prov. Limburg    | 20         | 8          | 0         | 0         | 0     | 0     | 20     | 8      |
| 2019-2020       | KVK Beringen      | Derde klasse amateurs | 8          | 3          | 0         | 0         | 1     | 0     | 9      | 3      |
| 2020-2021       | Eendracht Termien | Derde klasse amateurs | 0          | 0          | 0         | 0         | 0     | 0     | 0      | 0      |
| Carrière totaal | Carrière totaal   | Carrière totaal       | 39         | 11         | 0         | 0         | 2     | 0     | 41     | 11     |

Bron: Lionel Nshole Makondi op soccerway.com